# FAM24A
FAM24A (англ. Family with sequence similarity 24 member A) – білок, який кодується однойменним геном, розташованим у людей на 10-й хромосомі. Довжина поліпептидного ланцюга білка становить 105 амінокислот, а молекулярна маса — 11 258.
| 10         |  | 20         |  | 30         |  | 40         |  | 50         |
| ---------- |  | ---------- |  | ---------- |  | ---------- |  | ---------- |
| MAKMFDLRTK |  | IMIGIGSSLL |  | VAAMVLLSVV |  | FCLYFKVAKA |  | LKAAKDPDAV |
| AVKNHNPDKV |  | CWATNSQAKA |  | TTMESCPSLQ |  | CCEGCRMHAS |  | SDSLPPCCCD |
| INEGL      |  |            |  |            |  |            |  |            |

A: Аланін

C: Цистеїн

D: Аспарагінова кислота

E: Глутамінова кислота

F: Фенілаланін

G: Гліцин

H: Гістидин

I: Ізолейцин

K: Лізин

L: Лейцин

M: Метіонін

N: Аспарагін

P: Пролін

Q: Глутамін

R: Аргінін

S: Серин

T: Треонін

V: Валін

W: Триптофан

Секретований назовні.